# رومان ماريش
رومان ماريش (بالتشيكية: Roman Mareš)‏ هو لاعب كرة الصالات ‏ ولاعب كرة قدم تشيكي، ولد في 15 مارس 1975 في هافليتشكوف برود في جمهورية التشيك. شارك مع منتخب التشيك لكرة الصالات. أما مع النوادي، فقد لعب مع MFK Dina Moskva ‏.

## وصلات خارجية
- رومان ماريش على موقع الاتحاد الأوربي (الإنجليزية)
- رومان ماريش على موقع قاعدة بيانات كرة القدم.إي يو (الإنجليزية)